# Gunung Patuha
Gunung Patuha är ett berg i Indonesien.   Det ligger i provinsen Jawa Barat, i den västra delen av landet, 120 km sydost om huvudstaden Jakarta. Toppen på Gunung Patuha är 2 434 meter över havet. Gunung Patuha ligger vid sjön Kawah Putih.
Terrängen runt Gunung Patuha är huvudsakligen kuperad, men söderut är den bergig. Gunung Patuha är den högsta punkten i trakten. Runt Gunung Patuha är det ganska tätbefolkat, med 83 invånare per kvadratkilometer. Närmaste större samhälle är Soreang, 19,3 km nordost om Gunung Patuha. I omgivningarna runt Gunung Patuha växer i huvudsak städsegrön lövskog.